# CAF Champions League 2014
La CAF Champions League 2014 è stata la 50ª edizione della massima competizione per squadre di club in Africa, la 18ª con il formato attuale. L'ES Sétif ha vinto il trofeo per la seconda volta nella sua storia.

## Distribuzione delle squadre
Tutte le 56 associazioni che fanno parte della CAF possono iscrivere le proprie squadre alla Champions League 2014, con le migliori 12 che possono iscriverne 2. Per questa competizione, la CAF usa la graduatoria quinquennale del periodo 2008-2012.

### Sistema della graduatoria
La CAF calcola i punti per ogni associazione in base ai risultati dei propri club nella Champions League e nella Coppa della Confederazione CAF, non prendendo in considerazione l'anno corrente. I criteri per i punti sono i seguenti:
|                        | CAF Champions League | Coppa della Confederazione CAF |
| ---------------------- | -------------------- | ------------------------------ |
| Vincitore              | 5 punti              | 4 punti                        |
| Seconda                | 4 punti              | 3 punti                        |
| Semifinaliste perdenti | 3 punti              | 2 punti                        |
| 3º posto nei gruppi    | 2 punti              | 1 punti                        |
| 4º posto nei gruppi    | 1 punto              | 1 punto                        |

I punti sono moltiplicati per un dato coefficiente a seconda dell'anno, come segue:
- 2012 – 5
- 2011 – 4
- 2010 – 3
- 2009 – 2
- 2008 – 1

### Squadre qualificate
Le squadre in grassetto accedono direttamente al primo turno.
| Nazione                       | Squadra                       | Metodo di qualificazione                                                               |
| Nazioni con 2 iscritte (1–12) | Nazioni con 2 iscritte (1–12) | Nazioni con 2 iscritte (1–12)                                                          |
| ----------------------------- | ----------------------------- | -------------------------------------------------------------------------------------- |
| Tunisia (1ª - 90 pt.)         | Sfaxien                       | Campione Championnat de Ligue Professionelle 1 2012-2013                               |
| Tunisia (1ª - 90 pt.)         | Espérance Tunisi              | Seconda Championnat de Ligue Professionelle 1 2012-2013                                |
| Egitto (2ª - 70 pt.)          | Al-Ahly                       | Vincitore CAF Champions League 2013 Campione Egyptian Premier League 2010–2011Nota EGY |
| Egitto (2ª - 70 pt.)          | Zamalek                       | Seconda Egyptian Premier League 2010–2011Nota EGY                                      |
| Nigeria (3ª - 63 pt.)         | Kano Pillars                  | Campione Nigeria Premier League 2013                                                   |
| Nigeria (3ª - 63 pt.)         | Enyimba                       | Seconda Nigeria Premier League 2013                                                    |
| Sudan (4ª - 54 pt.)           | Al-Merrikh                    | Campione Sudan Premier League 2013                                                     |
| Sudan (4ª - 54 pt.)           | Al-Hilal Omdurman             | Seconda Sudan Premier League 2013                                                      |
| Marocco (5ª - 53 pt.)         | Raja Casablanca               | Campione Botola 1 Pro 2012-2013                                                        |
| Marocco (5ª - 53 pt.)         | FAR Rabat                     | Seconda Botola 1 Pro 2012-2013                                                         |
| RD del Congo (6ª - 48 pt.)    | TP Mazembe                    | Campione Linafoot 2013                                                                 |
| RD del Congo (6ª - 48 pt.)    | AS Vita Club                  | Seconda Linafoot 2013                                                                  |
| Algeria (7ª - 43 pt.)         | SétifNota ALG                 | Campione Ligue Professionnelle 1 2012-2013                                             |
| Mali (8ª - 31 pt.)            | Stade Malien                  | Campione Malien Première Division 2012-2013                                            |
| Mali (8ª - 31 pt.)            | Real Bamako                   | Seconda Malien Première Division 2012-2013                                             |
| Rep. del Congo (9ª - 20 pt.)  | Léopards                      | Campione Campionato congolese di calcio 2013                                           |
| Rep. del Congo (9ª - 20 pt.)  | Diables Noirs                 | Seconda Campionato congolese di calcio 2013                                            |
| Angola (10ª - 18 pt.)         | Kabuscorp                     | Campione Girabola 2013                                                                 |
| Angola (10ª - 18 pt.)         | Primeiro de Agosto            | Seconda Girabola 2013                                                                  |
| Camerun (11ª - 12 pt.)        | Coton Sport                   | Campione MTN Elite One 2013                                                            |
| Camerun (11ª - 12 pt.)        | Les Astres                    | Seconda MTN Elite One 2013                                                             |
| Ghana (12ª - 11 pt.)          | Asante Kotoko                 | Campione Ghana Premier League 2012–2013                                                |
| Ghana (12ª - 11 pt.)          | Berekum Chelsea               | Seconda Ghana Premier League 2012–2013                                                 |
| Nazioni con 1 iscritta        |                               |                                                                                        |
| Zimbabwe (13ª - 8 pt.)        | Dynamos                       | Campione Premier Soccer League 2013                                                    |
| Zambia (14ª - 7 pt.)          | Nkana                         | Campione Super Division 2013                                                           |
| Costa d'Avorio (=15ª - 6 pt.) | Séwé Sports                   | Campione Ligue 1 2013                                                                  |
| Libia (=15ª - 6 pt.)          | Al-Ahly Bengasi               | Vincitore Gruppo B Campionato libico di calcio 2013-2014                               |
| Niger (17ª - 3 pt.)           | Douanes                       | Campione Niger Premier League 2012–2013                                                |
| Botswana                      | Mochudi Centre Chiefs         | Campione Mascom Premier League 2012–2013                                               |
| Burkina Faso                  | ASFA Yennenga                 | Campione Burkinabé Premier League 2013                                                 |
| Burundi                       | Flambeau de l'Est             | Campione Amstel Ligue 2012-2013                                                        |
| Ciad                          | Foullah Edifice               | Campione Ligue de N'Djaména 2013                                                       |
| Comore                        | Komorozine                    | Campione Campionato comoriano di calcio 2013                                           |
| Etiopia                       | Dedebit                       | Campione Campionato etiope di calcio 2012-2013                                         |
| Gabon                         | Bitam                         | Campione Championnat National D1 2012-2013                                             |
| Gambia                        | Steve Biko                    | Campione GFA League First Division 2013                                                |
| Guinea                        | Horoya                        | Campione Guinée Championnat National 2013                                              |
| Guinea-Bissau                 | Os Balantas                   | Campione Campeonato Nacional da Guiné-Bissau 2013                                      |
| Guinea Equatoriale            | Akonangui                     | Campione Primera Divisíon de Honor 2013                                                |
| Kenya                         | Gor Mahia                     | Campione Kenyan Premier League 2013                                                    |
| Lesotho                       | Lioli                         | Campione Lesotho Premier League 2012-2013                                              |
| Liberia                       | Barrack Young Controllers     | Campione Liberian Premier League 2013                                                  |
| Madagascar                    | CNaPS Sport                   | Campione THB Champions League 2013                                                     |
| Mauritania                    | Nouadhibou                    | Campione Ligue 1 2012-2013                                                             |
| Mozambico                     | Liga Muçulmana                | Campione Moçambola 2013                                                                |
| Namibia                       | Black Africa                  | Campione MTC Namibia Premier League 2012-2013                                          |
| Ruanda                        | Rayon Sport                   | Campione Primus National Football League 2012-2013                                     |
| São Tomé e Príncipe           | Sporting Praia CruzNota ALG   | Campione Campionato di calcio di Sao Tomé e Principe 2013                              |
| Senegal                       | Diambars                      | Campione Senegal Premier League 2013                                                   |
| Seychelles                    | Côte d'Or                     | Campione Seychelles League 2013                                                        |
| Sierra Leone                  | Diamond Stars                 | Campione Sierra Leone National Premier League 2013                                     |
| Sudafrica                     | Kaizer Chiefs                 | Campione Premier Division 2012-2013                                                    |
| Sudan del Sud                 | Atlabara                      | Campione South Sudan Football Championship 2013                                        |
| eSwatini                      | Mbabane Swallows              | Campione Swazi MTN Premier League 2012-2013                                            |
| Tanzania                      | Young Africans                | Campione Ligi Kuu Bara 2012-2013                                                       |
| Togo                          | Anges                         | Campione Togolese Championnat National 2013                                            |
| Uganda                        | Kampala City Council          | Campione Uganda Super League 2012-2013                                                 |
| Zanzibar                      | KMKM                          | Campione Zanzibar Premier League 2012                                                  |

Note
- Le associazioni che non hanno iscritto squadre sono: Benin, Capo Verde, Eritrea, Gibuti, Malawi, Mauritius, Repubblica Centrafricana, Réunion e Somalia.
- Le nazioni senza ranking non hanno punti e sono tutte 18ª.
- Algeria (ALG): L'USM El Harrach, seconda classificata della Ligue Professionnelle 1 2012-2013, si è ritirata dalla competizione dopo il sorteggio[2]. Al suo posto è subentrato lo Sporting Praia Cruz, vincitore del campionato di São Tomé e Príncipe[3].
- Egitto (EGY): In origine la vincente e la seconda classificate dell'Egyptian Premier League 2012-2013 avrebbero dovuto rappresentare l'Egitto nella competizione ma, a causa della sua cancellazione, sono state ammesse la vincente e la seconda del campionato 2010-2011.[4]

## Turni e date dei sorteggi
| Fase                        | Turno             | Data sorteggio                        | Andata                   | Ritorno              |
| --------------------------- | ----------------- | ------------------------------------- | ------------------------ | -------------------- |
| Qualificazioni              | Turno preliminare | 16 dicembre 2013 (Marrakech, Marocco) | 7-9 febbraio 2014        | 14-16 febbraio 2014  |
| Qualificazioni              | Primo turno       | 16 dicembre 2013 (Marrakech, Marocco) | 28 febbraio-2 marzo 2014 | 7-9 marzo 2014       |
| Qualificazioni              | Secondo turno     | 16 dicembre 2013 (Marrakech, Marocco) | 21-23 marzo 2014         | 28-30 marzo 2014     |
| Fase a gruppi               | 1ª giornata       | 29 aprile 2014                        | 16-18 maggio 2014        | 16-18 maggio 2014    |
| Fase a gruppi               | 2ª giornata       | 29 aprile 2014                        | 23-25 maggio 2014        | 23-25 maggio 2014    |
| Fase a gruppi               | 3ª giornata       | 29 aprile 2014                        | 6-8 giugno 2014          | 6-8 giugno 2014      |
| Fase a gruppi               | 4ª giornata       | 29 aprile 2014                        | 25-27 luglio 2014        | 25-27 luglio 2014    |
| Fase a gruppi               | 5ª giornata       | 29 aprile 2014                        | 8-10 agosto 2014         | 8-10 agosto 2014     |
| Fase a gruppi               | 6ª giornata       | 29 aprile 2014                        | 22-24 agosto 2014        | 22-24 agosto 2014    |
| Fase a eliminazione diretta | Semifinali        | 29 aprile 2014                        | 19-21 settembre 2014     | 26-28 settembre 2014 |
| Fase a eliminazione diretta | Finale            | 29 aprile 2014                        | 25 ottobre 2014          | 1º novembre 2014     |

## Qualificazioni

### Turno preliminare
| Squadra 1           | Totale            | Squadra 2                 | Andata | Ritorno |
| ------------------- | ----------------- | ------------------------- | ------ | ------- |
| Young Africans      | 12 – 2            | Komorozine                | 7 – 0  | 5 – 2   |
| Berekum Chelsea     | 2 – 2 (3 – 0 dtr) | Atlabara                  | 2 – 0  | 0 – 2   |
| Al-Ahly Bengasi     | 4 – 2             | Foullah Edifice           | 4 – 0  | 0 – 2   |
| Gor Mahia           | 1 – 1 (4 – 2 dtr) | Bitam                     | 1 – 0  | 0 – 1   |
| Enyimba             | 4 – 3             | Anges                     | 3 – 1  | 1 – 2   |
| FAR Rabat           | 3 – 3 (gfc)       | Real Bamako               | 2 – 2  | 1 – 1   |
| Les Astres          | 4 – 0             | Akonangui                 | 3 – 0  | 1 – 0   |
| Asante Kotoko       | 2 – 2 (gfc)       | Barrack Young Controllers | 2 – 1  | 0 – 1   |
| Séwé Sports         | per ritiro        | Os Balantas               | –      | –       |
| Dedebit             | 3 – 2             | KMKM                      | 3 – 0  | 0 – 2   |
| Nouadhibou          | 1 – 4             | Horoya                    | 1 – 1  | 0 – 3   |
| Raja Casablanca     | 8 – 1             | Diamond Stars             | 6 – 0  | 2 – 1   |
| Diables Noirs       | 1 – 2             | Flambeau de l'Est         | 0 – 1  | 1 – 1   |
| Sétif               | per ritiro        | Steve Biko                | –      | –       |
| Diambars            | 1 – 1 (2 – 4 dtr) | ASFA Yennenga             | 1 – 0  | 0 – 1   |
| Sporting Praia Cruz | 3 – 7             | Stade Malien              | 3 – 2  | 0 – 5   |
| Léopards            | 2 – 2 (gfc)       | Rayon Sport               | 0 – 0  | 2 – 2   |
| Primeiro de Agosto  | 3 – 2             | Lioli                     | 2 – 0  | 1 – 2   |
| Kaizer Chiefs       | 4 – 1             | Black Africa              | 3 – 0  | 1 – 1   |
| Liga Muçulmana      | 1 – 0             | CNaPS Sport               | 1 – 0  | 0 – 0   |
| Dynamos             | 4 – 1             | Mochudi Centre Chiefs     | 3 – 0  | 1 – 1   |
| Vita Club           | 4 – 3             | Kano Pillars              | 3 – 1  | 1 – 2   |
| Zamalek             | 3 – 0             | Douanes                   | 2 – 0  | 1 – 0   |
| Kabuscorp           | 7 – 2             | Côte d'Or                 | 5 – 1  | 2 – 1   |
| Mbabane Swallows    | 4 – 5             | Nkana                     | 2 – 0  | 2 – 5   |
| Al-Merrikh          | 2 – 3             | Kampala City Council      | 0 – 2  | 2 – 1   |

### Primo turno
| Squadra 1                 | Totale            | Squadra 2            | Andata | Ritorno |
| ------------------------- | ----------------- | -------------------- | ------ | ------- |
| Young Africans            | 1 – 1 (3 – 4 dtr) | Al-Ahly              | 1 – 0  | 0 – 1   |
| Berekum Chelsea           | 1 – 3             | Al-Ahly Bengasi      | 1 – 1  | 0 – 2   |
| Gor Mahia                 | 2 – 8             | Espérance Tunisi     | 2 – 3  | 0 – 5   |
| Enyimba                   | 2 – 2 (gfc)       | Real Bamako          | 1 – 2  | 1 – 0   |
| Les Astres                | 1 – 4             | TP Mazembe           | 1 – 1  | 0 – 3   |
| Barrack Young Controllers | 3 – 4             | Séwé Sports          | 3 – 3  | 0 – 1   |
| Dedebit                   | 1 – 4             | Sfaxien              | 1 – 2  | 0 – 2   |
| Horoya                    | 1 – 1 (5 – 4 dtr) | Raja Casablanca      | 1 – 0  | 0 – 1   |
| Flambeau de l'Est         | 1 – 5             | Coton Sport          | 1 – 0  | 0 – 5   |
| Sétif                     | 5 – 0             | ASFA Yennenga        | 5 – 0  | 0 – 0   |
| Stade Malien              | 0 – 2             | Al-Hilal Omdurman    | 0 – 0  | 0 – 2   |
| Léopards                  | 4 – 3             | Primeiro de Agosto   | 4 – 1  | 0 – 2   |
| Kaizer Chiefs             | 7 – 0             | Liga Muçulmana       | 4 – 0  | 3 – 0   |
| Dynamos                   | 0 – 1             | Vita Club            | 0 – 0  | 0 – 1   |
| Zamalek                   | 1 – 0             | Kabuscorp            | 1 – 0  | 0 – 0   |
| Nkana                     | 4 – 3             | Kampala City Council | 2 – 2  | 2 – 1   |

## Secondo turno
| Squadra 1       | Totale      | Squadra 2         | Andata | Ritorno |
| --------------- | ----------- | ----------------- | ------ | ------- |
| Al-Ahly Bengasi | 4 – 2       | Al-Ahly           | 1 – 0  | 3 – 2   |
| Real Bamako     | 1 – 4       | Espérance Tunisi  | 1 – 1  | 0 – 3   |
| Séwé Sports     | 2 – 2 (gfc) | TP Mazembe        | 2 – 1  | 0 – 1   |
| Horoya          | 0 – 3       | Sfaxien           | 0 – 1  | 0 – 2   |
| Sétif           | 2 – 0       | Coton Sport       | 1 – 0  | 1 – 0   |
| Léopards        | 1 – 1 (gfc) | Al-Hilal Omdurman | 1 – 1  | 0 – 0   |
| Vita Club       | 3 – 2       | Kaizer Chiefs     | 3 – 0  | 0 – 2   |
| Nkana           | 0 – 5       | Zamalek           | 0 – 0  | 0 – 5   |

- Le squadre perdenti hanno disputato i play-off della Coppa della Confederazione CAF 2014.

## Fase a gruppi

### Gruppo A
| Squadra           | Pt | G | V | N | P | GF | GS | DR |
| ----------------- | -- | - | - | - | - | -- | -- | -- |
| TP Mazembe        | 11 | 6 | 3 | 2 | 1 | 5  | 2  | +3 |
| Vita Club         | 11 | 6 | 3 | 2 | 1 | 6  | 4  | +2 |
| Al-Hilal Omdurman | 7  | 6 | 2 | 1 | 3 | 7  | 9  | -2 |
| Zamalek           | 4  | 6 | 1 | 1 | 4 | 4  | 7  | -3 |

|                   | HIL   | TPM   | VIT   | ZAM   |
| ----------------- | ----- | ----- | ----- | ----- |
| Al-Hilal Omdurman |       | 1 – 0 | 1 – 1 | 2 – 1 |
| TP Mazembe        | 3 – 1 |       | 1 – 0 | 1 – 0 |
| Vita Club         | 2 – 1 | 0 – 0 |       | 2 – 1 |
| Zamalek           | 2 – 1 | 0 – 0 | 0 – 1 |       |

### Gruppo B
| Squadra          | Pt | G | V | N | P | GF | GS | DR |
| ---------------- | -- | - | - | - | - | -- | -- | -- |
| Sfaxien          | 11 | 6 | 3 | 2 | 1 | 8  | 5  | +3 |
| Sétif            | 10 | 6 | 2 | 4 | 0 | 9  | 6  | +3 |
| Espérance Tunisi | 7  | 6 | 2 | 1 | 3 | 8  | 9  | -1 |
| Al-Ahly Bengasi  | 4  | 6 | 1 | 1 | 4 | 5  | 10 | -5 |

|                  | ESP   | SET   | SFA   | AHB   |
| ---------------- | ----- | ----- | ----- | ----- |
| Espérance Tunisi |       | 1 – 2 | 2 – 1 | 1 – 0 |
| Sétif            | 2 – 2 |       | 1 – 1 | 1 – 1 |
| Sfaxien          | 1 – 0 | 1 – 1 |       | 3 – 1 |
| Al-Ahly Bengasi  | 3 – 2 | 0 – 2 | 0 – 1 |       |

## Fase a eliminazione diretta

### Semifinali
| Squadra 1 | Totale      | Squadra 2  | Andata | Ritorno |
| --------- | ----------- | ---------- | ------ | ------- |
| Vita Club | 4 – 2       | Sfaxien    | 2 – 1  | 2 – 1   |
| Sétif     | 4 – 4 (gfc) | TP Mazembe | 2 – 1  | 2 – 3   |

### Finale
| Squadra 1 | Totale      | Squadra 2 | Andata | Ritorno |
| --------- | ----------- | --------- | ------ | ------- |
| Vita Club | 3 – 3 (gfc) | Sétif     | 2 – 2  | 1 – 1   |